# Tombstone Blues
«Tombstone Blues» es una canción compuesta por Bob Dylan y publicada en el álbum Highway 61 Revisited en 1965. Musicalmente, la canción es un blues rápido, aunque la letra es típica del periodo surrealista de Dylan, con frases como "the sun's not yellow, it's chicken" (literalmente "el sol no es amarillo, es pollo").
Fue versionada por Marcus Carl Franklin y Richie Havens en el biopic de Dylan I'm Not There. En la versión de la banda sonora del film sólo participa Havens. En la canción original de Dylan, el personaje del "Commander in Chief" ("Comandante en Jefe") dice dos frases –"Death to all those who would whimper and cry" y "The sun's not yellow; it's chicken"– que aparecen también en el film gracias a la manipulación digital de la voz del que fue presidente de los Estados Unidos cuando se publicó el Highway 61, Lyndon B. Johnson.
Sheryl Crow versionó la canción en su álbum Sheryl Crow and Friends: Live from Central Park, junto con Eric Clapton, Chrissie Hynde, Keith Richards, Stevie Nicks, Sarah McLachlan y las Dixie Chicks.

## Músicos
- Bob Dylan - voz, guitarra acústica
- Mike Bloomfield - guitarra eléctrica
- Al Kooper - órgano
- Russ Savakus - bajo
- Robert Gregg - batería